# Српски фудбалски клубови у европским такмичењима 2009/10.
Српски фудбалски клубови у европским такмичењима 2009/10. имали су четири представника и то:
- Партизан у квалификацијама за Лигу шампиона од другог кола као првак из претходне сезоне;
- Војводина у квалификацијама за Лигу Европе од трећег кола као другопласирани тим лиге;
- Црвена звезда у квалификацијама за Лигу Европе од другог кола као трећепласирани тим лиге;
- Севојно у квалификацијама за Лигу Европе од другог кола као финалиста Купа Србије.

## Партизан у УЕФА Лиги шампиона

### Друго коло квалификација
| Рил | 0 : 4 Извештај | Партизан                                              |
| --- | -------------- | ----------------------------------------------------- |
|     |                | Крстајић 17’ · Клео 18’ · Дијара 45+1’ · Ђорђевић 69’ |

| Партизан                                                                            | 8 : 0 Извештај | Рил |
| ----------------------------------------------------------------------------------- | -------------- | --- |
| Дијара 4’ · Клео 17’, 51’, 72’ (пен.) · Ђорђевић 19’ · Илић 38’, 63’ · Петровић 66’ |                |     |

Партизан се укупним резултатом 12:0 пласирао у треће коло квалификација за Лигу шампиона.

### Треће коло квалификација
| АПОЕЛ                           | 2 : 0 Извештај | Партизан |
| ------------------------------- | -------------- | -------- |
| Миросављевић 50’ · Зевлаков 85’ |                |          |

| Партизан   | 1 : 0 Извештај | АПОЕЛ |
| ---------- | -------------- | ----- |
| Мореира 3’ |                |       |

АПОЕЛ се укупним резултатом 2:1 пласирао у плеј-оф Лиге шампиона, док је Партизан такмичење наставио у плеј-офу Лиге Европе.

## Партизан у УЕФА Лиги Европе

### Плеј-оф
| Партизан        | 1 : 1 Извештај | Жилина            |
| --------------- | -------------- | ----------------- |
| Клео 16’ (пен.) |                | Адауто 34’ (пен.) |

| Жилина | 0 : 2 Извештај | Партизан              |
| ------ | -------------- | --------------------- |
|        |                | Дијара 59’ · Илић 65’ |

Партизан се укупним резултатом 3:1 пласирао у групну фазу Лиге Европе.

### Група Ј
Партизан је на жребу 28. августа 2009. из трећег шешира сврстан у групу Ј.
| Табела групе Ј    | И | Д | Н | И | ДГ | ПГ | ГР | Бод |
| ----------------- | - | - | - | - | -- | -- | -- | --- |
| 1. Шахтјор Доњецк | 6 | 4 | 1 | 1 | 14 | 3  | 11 | 13  |
| 2. Клуб Бриж      | 6 | 3 | 2 | 1 | 10 | 8  | 2  | 11  |
| 3. Тулуза         | 6 | 2 | 1 | 3 | 6  | 11 | -5 | 7   |
| 4. Партизан       | 6 | 1 | 0 | 5 | 6  | 14 | -8 | 3   |

| Партизан                | 2 : 3 Извештај | Тулуза                      |
| ----------------------- | -------------- | --------------------------- |
| Крстајић 23’ · Клео 67’ |                | Сириекс 30’, 48’ · Дево 49’ |

| Шахтјор Доњецк                                                 | 4 : 1 Извештај | Партизан  |
| -------------------------------------------------------------- | -------------- | --------- |
| Ломић 24’ (а.г.) · Луиз Адриано 39’ · Жадсон 54’ · Ракицки 67’ |                | Љајић 86’ |

| Клуб Бриж                         | 2 : 0 Извештај | Партизан |
| --------------------------------- | -------------- | -------- |
| Перишић 4’ · Брежанчић 58’ (а.г.) |                |          |

| Партизан                  | 2 : 4 Извештај | Клуб Бриж                                       |
| ------------------------- | -------------- | ----------------------------------------------- |
| Љајић 52’ · Вашингтон 66’ |                | Перишић 28’ · Куэмаха 36’, 57’ · Ођиђа-Офое 74’ |

| Тулуза     | 1 : 0 Извештај | Партизан |
| ---------- | -------------- | -------- |
| Братен 54’ |                |          |

| Партизан  | 1 : 0 Извештај | Шахтјор Доњецк |
| --------- | -------------- | -------------- |
| Дијара 6’ |                |                |

## Црвена звезда у УЕФА Лиги Европе

### Друго коло квалификација
| Рудар Велење | 0 : 1 Извештај | Црвена звезда |
| ------------ | -------------- | ------------- |
|              |                | Перовић 59’   |

| Црвена звезда                                 | 4 : 0 Извештај | Рудар Велење |
| --------------------------------------------- | -------------- | ------------ |
| Богдановић 37’ · Јевтић 74’, 90+4’ · Каду 85’ |                |              |

Црвена звезда се укупним резултатом 5:0 пласирала у треће коло квалификација за Лигу Европе.

### Треће коло квалификација
| Динамо Тбилиси                  | 2 : 0 Извештај | Црвена звезда |
| ------------------------------- | -------------- | ------------- |
| Меребашвили 41’ · Кхмаладзе 74’ |                |               |

| Црвена звезда                                         | 5 : 2 Извештај | Динамо Тбилиси                 |
| ----------------------------------------------------- | -------------- | ------------------------------ |
| Перовић 18’ · Лекић 26’, 45+2’, 88’ · Каду 76’ (пен.) |                | Лекић 3’ (о.г.) · Ватсадзе 24’ |

Црвена звезда се укупним резултатом 5:4 пласирала у плеј оф рунду квалификација за Лигу Европе.

### Плеј-оф
| Славија Праг                  | 3 : 0 Извештај | Црвена звезда |
| ----------------------------- | -------------- | ------------- |
| Шенкерик 34’, 65’ · Влчек 81’ |                |               |

| Црвена звезда                       | 2 : 1 Извештај | Славија Праг |
| ----------------------------------- | -------------- | ------------ |
| Богдановић 23’ (пен.) · Перовић 45’ |                | Влчек 63’    |

Славија Праг се укупним резултатом 4:2 пласирала у групну фазу Лиге Европе.

## Војводина у УЕФА Лиги Европе

### Треће коло квалификација
| Војводина      | 1 : 1 Извештај | Аустрија Беч |
| -------------- | -------------- | ------------ |
| Ђуровски 45+2’ |                | Јун 38’      |

| Аустрија Беч                                        | 4 : 2 Извештај | Војводина            |
| --------------------------------------------------- | -------------- | -------------------- |
| Јун 45’ · Сулимани 61’ · Дијабанг 81’ · Окоти 90+3’ |                | Мрђа 31’ · Тадић 58’ |

Аустрија Беч се укупним резултатом 5:3 пласирала у плеј оф рунду квалификација за Лигу Европе.

## Војводина у УЕФА Лиги Европе

### Друго коло квалификација
| Севојно | 0 : 0 Извештај | Каунас |
| ------- | -------------- | ------ |
|         |                |        |

| Каунас        | 1 : 1 Извештај | Севојно     |
| ------------- | -------------- | ----------- |
| Фридрикас 76’ |                | Вујовић 48’ |

Севојно се укупним резултатом 1:1 на основу правила о броју постигнутих голова на гостујућем терену пласирао у треће коло квалификација за Лигу Европе.

### Треће коло квалификација
| Севојно | 0 : 2 Извештај | Лил                  |
| ------- | -------------- | -------------------- |
|         |                | Витек 34’ · Азар 39’ |

| Лил                     | 2 : 0 Извештај | Севојно |
| ----------------------- | -------------- | ------- |
| Кабај 73’ · де Мело 85’ |                |         |

Лил се укупним резултатом 4:0 пласирао у плеј-оф рунду квалификација за Лигу Европе.